# راقص الشيطان
راقص الشيطان هو فيلم دراما تم إنتاجه في الولايات المتحدة وصدر في سنة 1927. الفيلم من إخراج فريد نيبلو من بطولة غيلدا غري وكلايف بروك. ترشّح جورج بارنز لنيل جائزة الأوسكار لأفضل تصوير سينمائي في حفل توزيع جوائز الأوسكار الأول عن عمله في هذا الفيلم، وفيلم اللهب السحري، وسيدي تومسون.

## وصلات خارجية
- راقص الشيطان على موقع IMDb (الإنجليزية)
- راقص الشيطان على موقع أول موفي (الإنجليزية)
- راقص الشيطان على موقع قاعدة بيانات الفيلم (الإنجليزية)
- راقص الشيطان على موقع ليتربوكسد (الإنجليزية)
- راقص الشيطان على موقع كينوبويسك (الروسية)